# Rubén Pereira
Rubén Fabián Pereira Márquez (Montevideo, 28 gennaio 1968) è un ex calciatore uruguaiano, di ruolo centrocampista.

## Carriera

### Club
Inizia a giocare a pallone tra i professionisti con gli uruguaiani del Danubio, dove gioca per cinque stagioni collezionando 82 presenze e 11 reti. Viene acquistato, congiuntamente alla Lazio, dalla Juventus, che nell'estate del 1991 lo gira quindi in comproprietà alla Cremonese, in Serie A, collezionando solo 13 presenze senza segnare gol; Pereira decide dunque di andare via dal calcio italiano per approdare al Boca Juniors.
Con gli argentini il centrocampista colleziona 16 presenze senza segnare reti ed a fine campionato viene ceduto al Nacional Montevideo dove restò un anno nell'estate del 1994 quando viene acquistato dal Peñarol, prima di concludere la sua carriera nella stagione 1998-1999 con l'Huracan.

### Nazionale
Con la Nazionale uruguaiana ha disputato 27 partite ufficiali e segnato un gol, partecipando ai campionati del mondo nel 1990.

## Statistiche

### Cronologia presenze e reti in nazionale
| Cronologia completa delle presenze e delle reti in nazionale ― Uruguay | Cronologia completa delle presenze e delle reti in nazionale ― Uruguay | Cronologia completa delle presenze e delle reti in nazionale ― Uruguay | Cronologia completa delle presenze e delle reti in nazionale ― Uruguay | Cronologia completa delle presenze e delle reti in nazionale ― Uruguay | Cronologia completa delle presenze e delle reti in nazionale ― Uruguay | Cronologia completa delle presenze e delle reti in nazionale ― Uruguay | Cronologia completa delle presenze e delle reti in nazionale ― Uruguay |
| Data                                                                   | Città                                                                  | In casa                                                                | Risultato                                                              | Ospiti                                                                 | Competizione                                                           | Reti                                                                   | Note                                                                   |
| ---------------------------------------------------------------------- | ---------------------------------------------------------------------- | ---------------------------------------------------------------------- | ---------------------------------------------------------------------- | ---------------------------------------------------------------------- | ---------------------------------------------------------------------- | ---------------------------------------------------------------------- | ---------------------------------------------------------------------- |
| 7-8-1988                                                               | Bogotà                                                                 | Colombia                                                               | 2 – 1                                                                  | Uruguay                                                                | Amichevole                                                             | -                                                                      |                                                                        |
| 27-9-1988                                                              | Asunción                                                               | Uruguay                                                                | 2 – 1                                                                  | Ecuador                                                                | Copa Boquerón - Semifinale                                             | -                                                                      |                                                                        |
| 29-9-1988                                                              | Asunción                                                               | Paraguay                                                               | 3 – 1                                                                  | Uruguay                                                                | Copa Boquerón - Finale                                                 | -                                                                      |                                                                        |
| 12-10-1988                                                             | Montevideo                                                             | Uruguay                                                                | 2 – 0                                                                  | Paraguay                                                               | Amichevole                                                             | 1                                                                      |                                                                        |
| 1-11-1988                                                              | Concepción                                                             | Cile                                                                   | 1 – 1                                                                  | Uruguay                                                                | Amichevole                                                             | -                                                                      |                                                                        |
| 9-11-1988                                                              | Montevideo                                                             | Uruguay                                                                | 3 – 1                                                                  | Cile                                                                   | Amichevole                                                             | -                                                                      |                                                                        |
| 14-12-1988                                                             | Montevideo                                                             | Uruguay                                                                | 3 – 0                                                                  | Perù                                                                   | Amichevole                                                             | -                                                                      |                                                                        |
| 23-5-1989                                                              | Quito                                                                  | Ecuador                                                                | 1 – 1                                                                  | Uruguay                                                                | Amichevole                                                             | -                                                                      |                                                                        |
| 8-6-1989                                                               | Santa Cruz de la Sierra                                                | Bolivia                                                                | 0 – 0                                                                  | Uruguay                                                                | Amichevole                                                             | -                                                                      |                                                                        |
| 14-6-1989                                                              | Montevideo                                                             | Uruguay                                                                | 1 – 0                                                                  | Bolivia                                                                | Amichevole                                                             | -                                                                      | Uscita                                                                 |
| 19-6-1989                                                              | Montevideo                                                             | Uruguay                                                                | 2 – 2                                                                  | Cile                                                                   | Amichevole                                                             | -                                                                      | Uscita                                                                 |
| 4-7-1989                                                               | Goiânia                                                                | Uruguay                                                                | 3 – 0                                                                  | Bolivia                                                                | Coppa America 1989 - 1º turno                                          | -                                                                      | 79’                                                                    |
| 14-7-1989                                                              | Rio de Janeiro                                                         | Uruguay                                                                | 2 – 0                                                                  | Argentina                                                              | Coppa America 1989 - Girone finale                                     | -                                                                      | 77’                                                                    |
| 6-8-1989                                                               | Montevideo                                                             | Uruguay                                                                | 0 – 0                                                                  | Colombia                                                               | Amichevole                                                             | -                                                                      | Uscita                                                                 |
| 2-2-1990                                                               | Miami                                                                  | Colombia                                                               | 0 – 2                                                                  | Uruguay                                                                | Marlboro Cup 1990 (Miami) - Semifinale                                 | -                                                                      |                                                                        |
| 4-2-1990                                                               | Miami                                                                  | Uruguay                                                                | 2 – 0                                                                  | Costa Rica                                                             | Marlboro Cup 1990 (Miami) - Finale                                     | -                                                                      |                                                                        |
| 20-3-1990                                                              | Los Angeles                                                            | Messico                                                                | 2 – 1                                                                  | Uruguay                                                                | Amichevole                                                             | -                                                                      |                                                                        |
| 25-4-1990                                                              | Stoccarda                                                              | Germania Ovest                                                         | 3 – 3                                                                  | Uruguay                                                                | Amichevole                                                             | -                                                                      |                                                                        |
| 13-6-1990                                                              | Udine                                                                  | Uruguay                                                                | 0 – 0                                                                  | Spagna                                                                 | Mondiali 1990 - 1º turno                                               | -                                                                      | 64’                                                                    |
| 25-6-1990                                                              | Roma                                                                   | Italia                                                                 | 2 – 0                                                                  | Uruguay                                                                | Mondiali 1990 - Ottavi di finale                                       | -                                                                      |                                                                        |
| 5-5-1991                                                               | Denver                                                                 | Stati Uniti                                                            | 1 – 0                                                                  | Uruguay                                                                | Amichevole                                                             | -                                                                      |                                                                        |
| 7-5-1991                                                               | Los Angeles                                                            | Messico                                                                | 0 – 2                                                                  | Uruguay                                                                | Amichevole                                                             | -                                                                      |                                                                        |
| 14-5-1991                                                              | San José                                                               | Costa Rica                                                             | 0 – 1                                                                  | Uruguay                                                                | Amichevole                                                             | -                                                                      |                                                                        |
| 30-5-1991                                                              | Santiago del Cile                                                      | Cile                                                                   | 2 – 1                                                                  | Uruguay                                                                | Amichevole                                                             | -                                                                      | 85’                                                                    |
| 26-6-1991                                                              | Montevideo                                                             | Uruguay                                                                | 2 – 1                                                                  | Cile                                                                   | Amichevole                                                             | -                                                                      | 46’                                                                    |
| 7-7-1996                                                               | Barranquilla                                                           | Colombia                                                               | 3 – 1                                                                  | Uruguay                                                                | Qual. Mondiali 1998                                                    | -                                                                      | 88’                                                                    |
| 17-7-1996                                                              | Pechino                                                                | Cina                                                                   | 1 – 1                                                                  | Uruguay                                                                | Amichevole                                                             | -                                                                      |                                                                        |
| Totale                                                                 |                                                                        | Presenze                                                               | 27                                                                     |                                                                        | Reti                                                                   | 1                                                                      |                                                                        |